# Дискографија групе Radiohead
Енглески алтернативни рок бенд Рејдиохед објавио је девет студијских албума, један албум уживо, две компилације, један ремикс албум, девет видео албума, шест епова, тридесет синглова и тридесет и девет музичких спотова.
Деби албум Pablo Honey објављен је 22. фебруара 1993. године. Албум се нашао на 22. позицији листе у Уједињеном Краљевству, добио платинумске сертификате од стране Британске фонографске индустрије и Америчког удружења дискографских кућа. На албуму се нашао деби сингл бенда под називом Creep, уједно њихов најуспешнији сингл. Други студијски албум The Bends објављен је 13. марта 1995. године и био је на четвртој позицији листе Уједињеног Краљевства, а додељен му је троструки платинумски сертификат.
OK Computer, трећи студијски албум објављен је 16. јуна 1997. године и то је био најуспешнији албум бенда. OK Computer нашао се на прво месту листе у Великој Британији и Ирској и доспео међу десет најбољих албума у неколико других земаља. Албуму је додељен троструки платинумски сертификат од стране Британске фонографске индустрије. На албуму су се нашле песме Paranoid Android, Karma Police и No Surprises, које су доспеле на велики број листа широм света. 
Kid A четрврти студијски албум Рејдиохеда објављен је 2. октобра 2000. године, нашао се на врху британске листе, као и први албум Рејдиохеда нкоји се нашао на америчкој листи Билборд 200..
Пети студијски албум Amnesiac објављен је 4. јуна 2001. године. На албуму су се нашли синглови укључујући Pyramid Song и Knives Out.
 Hail to the Thief, шести по реду студијски албум објављен је 9. јуна 2003. године и додељен му је платинумски сертификат од стране Британске фонографске индустрије.
Рејдиохед је објавио свој седми студијски албум In Rainbows у октобру 2007. године. Албум је продат у више од три милиона примерака годину дана након пуштања. Албумски сингл Nude био је први сингл бенда који је доспео на америчку листу Билборд хот 100 још од сингла Creep. Осми студијски албум под називом The King of Limbs, бенд је објавио у фебруару 2011. године. Албум је био на 7. позицији листе у Великој Британији, а нашао се на првом месту листе најбољих албума у истој земљи.
У априлу 2016. године, након што је издавачка кућа EMI купљена од стране Universal Musicа, бенд је потписао нови уговор са издавачком кућом XL Recordings, преко које је објавио физичка издања албума Rainbows и The King of Limbs.
Девети студијски албум A Moon Shaped Pool бенд је објавио 8. маја 2016. године, а са њега су се истакли синглови Burn the Witch и Daydreaming. Током јуна 2017. године Рејдиохед и издавачка кућа XL објавили су реиздање албума Ok Computer поводом 20. година од његовог објављивања. На резидању нашле су се и необјављене нумере, I Promise и Man of War.

## Албуми

### Студијски албуми
| Назив | Детаљи | Позиција | Позиција | Позиција | Позиција | Позиција | Позиција | Позиција | Позиција | Позиција | Позиција | Сертификат |
| Назив | Детаљи | УК       | АУС      | БЕЛ      | КАН      | ФРА      | НЕМ      | ИР       | ИТА      | ХОЛ      | САД      | Сертификат |
| --- | --- | -------- | -------- | -------- | -------- | -------- | -------- | -------- | -------- | -------- | -------- | --- |
| Pablo Honey                                                                                                   | - Датум објављивања: 22. фебруар 1993.(УК) - Издавачка кућа: EMI - Формат: ЦД, касета, винил                                            | 22       | 86       | 28       | 42       | 108      | —        | 12       | —        | 61       | 32       | - BPI: 2× Платина - ARIA: Златно - BEA: Платина - MC: 2× Платина - RIAA: Платина                                                          |
| The Bends | - Датум објављивања: 13. март 1995.(УК) - Издавачка кућа: EMI - Формат: ЦД, касета, винил, минидиск                                     | 4        | 23       | 8        | 21       | 35       | 73       | 4        | 88       | 20       | 88       | - BPI: 4× Платина - MC: 3× Платина - RIAA: Платина - RMNZ: Платина                                                                        |
| OK Computer                                                                                                   | - Датум објављивања: 16. јун 1997. (УК) - Издавачка кућа: EMI - Формат: ЦД, касета, винил, минидиск - Remastered release: 23 June 2017  | 1        | 7        | 1        | 2        | 3        | 13       | 1        | 31       | 2        | 21       | - BPI: 5× Платина - ARIA: Платина - BEA: 3× Платина - FIMI: Платина - MC: 4× Платина - RIAA: 2× Платина - RMNZ: Платина - SNEP: 2× Златно |
| Kid A | - Датум објављивања: 2. октобар 2000. (УК) - Издавачка кућа: EMI - Формат: ЦД, касета, винил, минидиск                                  | 1        | 2        | 3        | 1        | 1        | 4        | 1        | 3        | 4        | 1        | - BPI: Платина - ARIA: Платина - MC: 2x Платина - RIAA: Платина - SNEP: Платина                                                           |
| Amnesiac | - Датум објављивања: 4. јун 2001.(УК) - Издавачка кућа: EMI - Формат: ЦД, касета, винил                                                 | 1        | 2        | 3        | 1        | 2        | 2        | 1        | 2        | 3        | 2        | - BPI: Платина - ARIA: Златно - MC: Платина - RIAA: Златно - SNEP: Златно                                                                 |
| Hail to the Thief                                                                                             | - Датум објављивања: 9. јун 2003.(УК) - Издавачка кућа: EMI - Формат: ЦД, касета, винил                                                 | 1        | 2        | 1        | 1        | 1        | 3        | 1        | 3        | 4        | 3        | - BPI:Платина - ARIA: Златно - BEA: Златно - MC: Платина - RIAA: Златно - SNEP: Златно                                                    |
| In Rainbows                                                                                                   | - Датум објављивања: 10. октобар 2007.(Свет) - Издавачка кућа: Xurbia Xendless, XL Recordings - Формат: ЦД, винил, дигитално преузимање | 1        | 2        | 2        | 1        | 1        | 8        | 1        | 7        | 7        | 1        | - BPI: Платина - BEA: Златно - MC: Платина - RIAA: Златно                                                                                 |
| The King of Limbs                                                                                             | - Датум објављивања: 18. фебруар 2011. (Свет) - Издавачка кућа: Ticker Tape, XL - Формат: ЦД, винил, дигитално преузимање               | 7        | 2        | 7        | 5        | 8        | 13       | 7        | 8        | 3        | 3        | - BPI: Златно - MC: Златно |
| A Moon Shaped Pool                                                                                            | - Датум објављивања: 8. мај 2016. (Свет) - Издавачка кућа: XL - Формат: ЦД, винил, дигитално преузимање                                 | 1        | 2        | 2        | 2        | 5        | 3        | 1        | 2        | 2        | 3        | - BPI: Златно - ARIA: Златно - FIMI: Златно - MC: Златно - RIAA: Златно - SNEP: Златно                                                    |
| "—" означава издање које или није дебитовало на тој топ-листи или није дебитовало у/на тој држави/територији. | |          |          |          |          |          |          |          |          |          |          | |

### Албуми уживо
| Назив                             | Детаљи                                                                                             | Позиција | Позиција | Позиција | Позиција | Позиција | Позиција | Позиција | Позиција | Позиција | Позиција | Сертификат     |
| Назив                             | Детаљи                                                                                             | УК       | АУС      | БЕЛ      | ФРА      | НЕМ      | ИР       | ИТА      | ХОЛ      | НОР      | САД      | Сертификат     |
| --------------------------------- | -------------------------------------------------------------------------------------------------- | -------- | -------- | -------- | -------- | -------- | -------- | -------- | -------- | -------- | -------- | -------------- |
| I Might Be Wrong: Live Recordings | - Датум објављивања:12. новембар 2001.(УК) - Издавачка кућа: EMI - Формат: ЦД, винил, аудио касета | 23       | 30       | 38       | 14       | 76       | 22       | 23       | 94       | 19       | 44       | - BPI: Сребрно |

### Компилације
| Назив | Детаљи | Позиције | Позиције | Позиције | Позиције | Позиције | Позиције | Позиције | Позиције | Позиције | Позиције | Сертификат                                                                  |
| Назив | Детаљи | УК       | АУС      | БЕЛ      | КАН      | ФРА      | НЕМ      | ИР       | ИТА      | ХОЛ      | САД      | Сертификат                                                                  |
| --- | --- | -------- | -------- | -------- | -------- | -------- | -------- | -------- | -------- | -------- | -------- | --------------------------------------------------------------------------- |
| Radiohead Box Set                                                                                             | - Датум објављивања: 10. децембар 2007. (УК) - Издавачка кућа: EMI - Формат: ЦД, дигитално преузимање, USB        | —        | —        | —        | 95       | 162      | —        | —        | —        | —        | —        |                                                                             |
| Radiohead: The Best Of                                                                                        | - Датум објављивања: 2. јун 2008. (УК) - Издавачка кућа: Parlophone - Формат: ЦД, винил, дигитално преузимање     | 4        | 10       | 1        | 10       | 39       | 38       | 1        | 7        | 9        | 26       | - BPI: Платина - BEA: Златно - FIMI: Платина - IRMA: Платина - SNEP: Златно |
| OK Computer OKNOTOK 1997 2017                                                                                 | - Датум објављивања: 23. јун 2017. (УК) - Издавачка кућа: XL Recordings - Формат: ЦД, винил, дигитално преузимање | 2        | 6        | 6        | 10       | 12       | 13       | 2        | 11       | 5        | 23       | - BPI: Златно                                                               |
| "—" означава издање које или није дебитовало на тој топ-листи или није дебитовало у/на тој држави/територији. | |          |          |          |          |          |          |          |          |          |          |                                                                             |

### Ремикс албуми
| Назив            | Детаљи | Позиција | Позиција | Позиција | Позиција | Позиција | Позиција | Позиција | Позиција | Позиција |
| Назив            | Детаљи | УК       | БЕЛ      | ФРА      | ИР       | ИТА      | ЈАП      | ХОЛ      | ШВА      | САД      |
| ---------------- | --- | -------- | -------- | -------- | -------- | -------- | -------- | -------- | -------- | -------- |
| TKOL RMX 1234567 | - Датум објављивања: 16. септембар 2011. (ЈАП) - Издавачка кућа: Ticker Tape, XL - Формат: ЦД, дигитално преузимање | 34       | 43       | 79       | 48       | 63       | 48       | 74       | 95       | 50       |

### Демо албуми
- Untitled (1986) (as On a Friday) (сниман у Абингтон школи)
- Medicinal Sounds (1987) (снимано у студју Sphincter)[55]
- Untitled (1988) (снимано у студију Woodworm)
- Untitled (1990) (снимано у Clifton Hampden Village Hall, Nuneham Courtenay Village Hall, четири песме у кућној продукцији)
- Untitled (1991) (снимано у студију Dungeon)
- First Tapes (1991) (снимано у студијуCourtyard)

### Видео албуми
| Назив | Детаљи | Позиција | Позиција | Позиција  | Сертификат                    |
| Назив | Детаљи | УК Video | ЈАП      | САД Video | Сертификат                    |
| --- | --- | -------- | -------- | --------- | ----------------------------- |
| Live at the Astoria                                                                                           | - Датум објављивања: 13. фебруар 1995.(УК) - Издавачка кућа: Parlophone, EMI - Формат: ВХС, DVD                   | —        | 161      | 9         | - BPI: Златно                 |
| 7 Television Commercials                                                                                      | - Датум објављивања: 4. мај 1998. (УК) - Издавачка кућа: Parlophone, EMI - Формат: ВХС, DVD                       | —        | —        | 14        | - BPI:Платина - RIAA: Златно  |
| Meeting People Is Easy                                                                                        | - Датум објављивања: 30. новембар 1998. (УК) - Издавачка кућа: Parlophone, EMI - Формат: ВХС, DVD                 | —        | 261      | 2         | - BPI: Златно - RIAA: Платина |
| The Most Gigantic Lying Mouth of All Time                                                                     | - Датум објављивања: 1. децембар 2004. (УК) - Издавачка кућа: W.A.S.T.E. - Формат: DVD                            | —        | —        | —         |                               |
| Radiohead: The Best Of                                                                                        | - Датум објављивања:23. јун 2008.(УК) - Издавачка кућа: Parlophone - Формат: DVD                                  | —        | —        | —         |                               |
| In Rainbows – From the Basement                                                                               | - Датум објављивања: 24. јун 2008.(УК) - Издавачка кућа: Xurbia Xendless - Формат: дигитално преузимање           | —        | —        | —         |                               |
| The King of Limbs: Live from the Basement                                                                     | - Датум објављивања: 19. децембар 2011.(УК) - Издавачка кућа: Ticker Tape, XL - Формат: DVD, дигитално преузимање | 10       | 74       | —         |                               |
| "—" означава издање које или није дебитовало на тој топ-листи или није дебитовало у/на тој држави/територији. | |          |          |           |                               |

### Епови
| Назив | Детаљи                                                                                         | Позиција | Позиција | Позиција | Позиција | Позиција | Позиција | Позиција | Позиција | Позиција | Сертификат     |
| Назив | Детаљи                                                                                         | УК       | АУС 40   | БЕЛ      | ФРА      | ИР       | ЈАП      | ХОЛ      | НОР      | САД      | Сертификат     |
| --- | ---------------------------------------------------------------------------------------------- | -------- | -------- | -------- | -------- | -------- | -------- | -------- | -------- | -------- | -------------- |
| Drill | - Датум објављивања: 5. мај 1992.(УК) - Издавачка кућа: Parlophone - Формат: ЦД, касета, винил | 101      | —        | —        | —        | —        | —        | —        | —        | —        |                |
| Itch | - Датум објављивања: 1. јун 1994.(ЈАП) - Издавачка кућа: EMI - Формат: ЦД                      | —        | —        | —        | —        | —        | —        | —        | —        | —        |                |
| My Iron Lung                                                                                                  | - Датум објављивања: 24. септембар 1994.(УК) - Издавачка кућа: EMI - Формат: ЦД, винил         | 24       | —        | —        | —        | 39       | 209      | —        | —        | —        | - BPI: Златно  |
| No Surprises / Running from Demons                                                                            | - Датум објављивања: 10. децембар 1997. (ЈАП) - Издавачка кућа: Parlophone - Формат: ЦД        | —        | —        | —        | —        | —        | —        | —        | —        | —        |                |
| Airbag / How Am I Driving?                                                                                    | - Датум објављивања: 21. април 1998. (УК) - Издавачка кућа: EMI - Формат: ЦД                   | —        | —        | 91       | 159      | 15       | —        | —        | —        | 56       | - BPI: Сребрно |
| COM LAG (2plus2isfive)                                                                                        | - Датум објављивања: 24. март 2004.(ЈАП) - Издавачка кућа: EMI - Формат: ЦД                    | 37       | 75       | 45       | 59       | 66       | 25       | 62       | 19       | —        |                |
| "—" означава издање које или није дебитовало на тој топ-листи или није дебитовало у/на тој држави/територији. |                                                                                                |          |          |          |          |          |          |          |          |          |                |

## Синглови
| Назив | Година | Позиција | Позиција | Позиција | Позиција | Позиција | Позиција | Позиција | Позиција | Позиција | Позиција | Сертификат                                     | Албум                         |
| Назив | Година | УК       | АУС      | БЕЛ      | КАН      | ДАН      | ФРА      | ИР       | ХОЛ      | САД      | САД Alt. | Сертификат                                     | Албум                         |
| --- | ------ | -------- | -------- | -------- | -------- | -------- | -------- | -------- | -------- | -------- | -------- | ---------------------------------------------- | ----------------------------- |
| "Creep" | 1992   | 7        | 6        | 8        | 30       | 18       | 4        | 13       | 13       | 34       | 2        | - BPI: Платина - ARIA: Златно - MC: 2× Платина | Pablo Honey                   |
| "Anyone Can Play Guitar"                                                                                      | 1993   | 32       | 97       | —        | —        | —        | —        | —        | —        | —        | —        |                                                | Pablo Honey                   |
| "Pop Is Dead"                                                                                                 | 1993   | 42       | —        | —        | —        | —        | —        | —        | —        | —        | —        |                                                | сингл без албума              |
| "Stop Whispering"                                                                                             | 1993   | —        | 131      | —        | —        | —        | —        | —        | —        | —        | 23       |                                                | Pablo Honey                   |
| "My Iron Lung"                                                                                                | 1994   | 24       | 100      | —        | —        | —        | —        | —        | —        | —        | —        |                                                | The Bends                     |
| "High and Dry" / "Planet Telex"                                                                               | 1995   | 17       | 62       | —        | 31       | —        | —        | 40       | —        | 78       | 18       | - MC: Златно                                   | The Bends                     |
| "Fake Plastic Trees"                                                                                          | 1995   | 20       | 132      | —        | —        | —        | —        | —        | —        | —        | 11       | - MC: Златно                                   | The Bends                     |
| "Just" | 1995   | 19       | 127      | —        | —        | —        | —        | —        | —        | —        | 37       |                                                | The Bends                     |
| "Street Spirit (Fade Out)"                                                                                    | 1996   | 5        | 114      | —        | 59       | —        | —        | 25       | 26       | —        | —        |                                                | The Bends                     |
| "The Bends"                                                                                                   | 1996   | —        | —        | —        | —        | —        | —        | 26       | —        | —        | —        |                                                | The Bends                     |
| "Paranoid Android"                                                                                            | 1997   | 3        | 29       | 65       | —        | —        | —        | 4        | 61       | —        | —        | - BPI: Сребрно                                 | OK Computer                   |
| "Karma Police"                                                                                                | 1997   | 8        | 71       | 35       | —        | 15       | 153      | 15       | 50       | —        | 14       | - BPI: Сребрно - MC: Платина                   | OK Computer                   |
| "Lucky" | 1997   | 51       | —        | —        | —        | —        | —        | —        | —        | —        | —        |                                                | OK Computer                   |
| "No Surprises"                                                                                                | 1998   | 4        | 47       | 63       | —        | —        | 31       | 13       | 58       | —        | —        | - BPI: Сребрно                                 | OK Computer                   |
| "Airbag" | 1998   | —        | —        | —        | —        | —        | —        | —        | —        | —        | —        |                                                | OK Computer                   |
| "Pyramid Song"                                                                                                | 2001   | 5        | 25       | 62       | 2        | —        | 19       | 10       | 23       | —        | —        |                                                | Amnesiac                      |
| "I Might Be Wrong"                                                                                            | 2001   | —        | —        | —        | —        | —        | —        | —        | —        | —        | 27       |                                                | Amnesiac                      |
| "Knives Out"                                                                                                  | 2001   | 13       | 56       | —        | 1        | —        | 46       | 25       | 63       | —        | —        |                                                | Amnesiac                      |
| "There There"                                                                                                 | 2003   | 4        | 28       | 39       | 1        | 9        | 54       | 7        | 48       | —        | 14       |                                                | Hail to the Thief             |
| "Go to Sleep"                                                                                                 | 2003   | 12       | 39       | 60       | 2        | 11       | 87       | 11       | 55       | —        | 32       |                                                | Hail to the Thief             |
| "2 + 2 = 5"                                                                                                   | 2003   | 15       | 54       | —        | 2        | —        | 64       | 36       | 99       | —        | —        |                                                | Hail to the Thief             |
| "Jigsaw Falling into Place"                                                                                   | 2008   | 30       | —        | 62       | —        | —        | 55       | 32       | —        | —        | —        |                                                | In Rainbows                   |
| "Nude" | 2008   | 21       | —        | 12       | 8        | 11       | 76       | 18       | 8        | 37       | —        |                                                | In Rainbows                   |
| "House of Cards" / "Bodysnatchers"                                                                            | 2008   | —        | —        | —        | —        | —        | —        | —        | —        | —        | 8        |                                                | In Rainbows                   |
| "Reckoner" | 2008   | 74       | —        | —        | —        | —        | 127      | —        | —        | —        | —        |                                                | In Rainbows                   |
| "All I Need"                                                                                                  | 2009   | —        | —        | —        | —        | —        | —        | —        | —        | —        | —        |                                                | In Rainbows                   |
| "Harry Patch (In Memory Of)"                                                                                  | 2009   | —        | —        | —        | —        | —        | —        | —        | —        | —        | —        |                                                | Није ни на једном албуму      |
| "These Are My Twisted Words"                                                                                  | 2009   | —        | —        | —        | —        | —        | —        | —        | —        | —        | —        |                                                | Није ни на једном албуму      |
| "Supercollider / The Butcher\|Supercollider" / "Supercollider / The Butcher"                                  | 2011   | —        | —        | —        | —        | —        | —        | —        | —        | —        | —        |                                                |                               |
| "Lotus Flower"                                                                                                | 2011   | 165      | —        | 66       | —        | —        | —        | —        | —        | —        | 33       |                                                | The King of Limbs             |
| "The Daily Mail / Staircase\|The Daily Mail" / "The Daily Mail / Staircase\|Staircase"                        | 2011   | 71       | —        | —        | —        | —        | —        | —        | —        | —        | —        |                                                | Није ни на једном албуму      |
| "Spectre" | 2015   | —        | —        | —        | —        | —        | —        | —        | —        | —        | —        |                                                | Није ни на једном албуму      |
| "Burn the Witch"                                                                                              | 2016   | 64       | 63       | 69       | 83       | —        | 51       | 51       | —        | —        | 29       |                                                | A Moon Shaped Pool            |
| "Daydreaming"                                                                                                 | 2016   | 74       | 73       | 98       | —        | —        | 28       | 84       | —        | —        | —        |                                                | A Moon Shaped Pool            |
| "I Promise"                                                                                                   | 2017   | —        | —        | —        | —        | —        | 136      | —        | —        | —        | —        |                                                | OK Computer OKNOTOK 1997 2017 |
| "Man of War"                                                                                                  | 2017   | —        | —        | —        | —        | —        | 178      | —        | —        | —        | —        |                                                | OK Computer OKNOTOK 1997 2017 |
| "—" означава издање које или није дебитовало на тој топ-листи или није дебитовало у/на тој држави/територији. |        |          |          |          |          |          |          |          |          |          |          |                                                |                               |

## Остале успешне песме
| Назив             | Година | Позиција | Позиција | Позиција | Позиција | Албум              |
| Назив             | Година | ФРА      | МЕК Air. | САД Alt. | САД Rock | Албум              |
| ----------------- | ------ | -------- | -------- | -------- | -------- | ------------------ |
| "Let Down"        | 1997   | —        | —        | 29       | —        | OK Computer        |
| "Optimistic"      | 2000   | —        | —        | 10       | —        | Kid A              |
| "True Love Waits" | 2016   | 181      | —        | —        | 43       | A Moon Shaped Pool |
| "Present Tense"   | 2017   | —        | 36       | —        | —        | A Moon Shaped Pool |

## Спотови
| Назив                                 | Година | Режисер(и)                                          |
| ------------------------------------- | ------ | --------------------------------------------------- |
| "Creep"                               | 1993   | Брет Турнбил                                        |
| "Anyone Can Play Guitar"              | 1993   | Двајт Кларк                                         |
| "Pop Is Dead"                         | 1993   | Двајт Кларк                                         |
| "Creep" (Уживо на MTV Beach House)    | 1993   | Корин Деј                                           |
| "Stop Whispering"                     | 1993   | Џефри Планскер                                      |
| "My Iron Lung"                        | 1994   | Брет Турнбил                                        |
| "High and Dry" (верзија 1)            | 1995   | Дејвид Молд                                         |
| "Fake Plastic Trees"                  | 1995   | Џејк Скот                                           |
| "Just"                                | 1995   | Џејми Тревс                                         |
| "Lucky"                               | 1995   | Непознато                                           |
| "High and Dry" (верзија 2)            | 1996   | Пол Канингем                                        |
| "Street Spirit (Fade Out)"            | 1996   | Џонатан Глазер                                      |
| "Paranoid Android"                    | 1997   | Магнус Кларсон                                      |
| "Let Down"                            | 1997   | Симон Хилтон                                        |
| "Karma Police"                        | 1997   | Џонатан Глазер                                      |
| "No Surprises"                        | 1998   | Грент Ги                                            |
| "Palo Alto"                           | 1999   | Грент Ги                                            |
| Kid A promotional blips               | 2000   | Крис Бран, Синола, Станли Донвуд                    |
| "Idioteque" (верзија 1)               | 2000   | Крис Бран                                           |
| "Idioteque" (верзија 2)               | 2000   | Грент Ги                                            |
| "Motion Picture"                      | 2001   | Станли Донвуд, Синола                               |
| "Pyramid Song"                        | 2001   | Синола                                              |
| "Knives Out"                          | 2001   | Мајкл Гаундри                                       |
| "I Might Be Wrong" (version 1)        | 2001   | Крис Бран                                           |
| "I Might Be Wrong" (верзија 2)        | 2001   | Софи Милер                                          |
| "How to Disappear Completely" (уживо) | 2001   | Непознато                                           |
| "Push Pulk/Spinning Plates"           | 2002   | Џони Хардстаф                                       |
| "There There"                         | 2003   | Крис Хоупвел                                        |
| "Go to Sleep"                         | 2003   | Алекс Рутерфорд                                     |
| "Sit Down, Stand Up"                  | 2003   | Ед Холтсворт                                        |
| "2 + 2 = 5" (уживо)                   | 2003   | Фабијен Рејмонд                                     |
| "Jigsaw Falling into Place"           | 2007   | Адам Бакстон и Гарт Џенингс                         |
| "Nude"                                | 2008   | Адам Бакстон и Гарт Џенингс                         |
| "All I Need"                          | 2008   | Џон Сил, Стив Роџер                                 |
| "House of Cards"                      | 2008   | Џејмс Фрост                                         |
| "Reckoner"                            | 2008   | Климент Пикон                                       |
| "Weird Fishes/Arpeggi"                | 2008   | Тоблас Стреч                                        |
| "Videotape"                           | 2008   | Волфганг Јасер, Клаус Винтер                        |
| "15 Step"                             | 2008   | Кота Тотори                                         |
| "Lotus Flower"                        | 2011   | Гарт Џенингс                                        |
| "Burn the Witch"                      | 2016   | Крис Хоупвел                                        |
| "Daydreaming"                         | 2016   | Пол Томас Андерсон                                  |
| A Moon Shaped Pool vignettes          | 2016   | (Ричард Ајоади, Бен Витли, Јоргос Лантимос и други) |
| "Present Tense"                       | 2016   | Пол Томас Андерсон                                  |
| "The Numbers"                         | 2016   | Пол Томас Андерсон                                  |
| "I Promise"                           | 2017   | Микал Марзак                                        |
| "Man of War"                          | 2017   | Колин Рид                                           |
| "Lift"                                | 2017   | Оскар Худсон                                        |